# Pieve del Cairo
Pieve del Cairo (La Piév in dialetto lomellino) è un comune italiano di 1 782 abitanti della provincia di Pavia in Lombardia. Il comune si trova nella bassa Lomellina, sulla sinistra del Po. È sostanzialmente unito all'antico centro di Cairo Lomellino.

## Storia
Insediamento gallo-romano, Cairo, fu sede di un'importante basilica cristiana, donde il nome di Plebe Cairi. Possedimento dei conti palatini di Lomello, fu distrutto dal Barbarossa, che nel 1164 assegnò il territorio a Pavia. Nel 1250 appare citato, nell'elenco delle terre pavesi, come Cayre Vegium, mentre Cayre Iuvene era il vicino Cairo. Nel XIV secolo divenne feudo dei Beccaria, un ramo dei quali prese dal luogo il nome di Beccaria della Pieve. Il castello di Pieve fu nuovamente assediato e distrutto, da Facino Cane, nel 1404. I Beccaria di Pieve si estinsero nel 1590 con il conte Aureliano, e nel 1597 il feudo fu acquistato da Lorenzo Isimbardi, signore di Cairo, che fu nominato Marchese di Pieve del Cairo. La famiglia Isimbardi rimase feudataria del luogo fino all'abolizione del feudalesimo (1797). Peraltro, se il feudo di Pieve era passato agli Isimbardi (che continuarono a risiedere a Cairo), i beni e il castello furono ereditati dai padri Barnabiti di Milano.
Nel 1512, gli abitanti di Pieve del Cairo, con a capo Rinaldo Zatti, liberarono il cardinale Giovanni de' Medici, legato pontificio di Papa Giulio II presso l'esercito della Lega Santa, catturato dai francesi nella battaglia di Ravenna. Per ringraziare la comunità, Giovanni de' Medici, salito al soglio pontificio nel 1513 con il nome di Leone X, nel 1516 concesse due giubilei annui (la prima domenica di giugno e il giorno della Natività delle Vergine, l'8 settembre).
Nel 1818 fu unito a Pieve del Cairo il soppresso comune di Gallia, e nel 1890 anche il comune di Cairo Lomellino.
- La frazione di Gallia, certamente di origine romana (formava una coppia toponimica con la vicina Galliavola, evidentemente diminutivo di Gallia), appartenne alla contea di Lomello e nel 1219 è confermata ai conti palatini. Successivamente seguì le sorti di Pieve del Cairo, appartenendo feudalmente ai Beccaria e dal 1597 agli Isimbardi. In epoca napoleonica fu dapprima unito a Galliavola e successivamente fu definitivamente aggregato a Pieve del Cairo.

### Simboli
Lo stemma e il gonfalone sono stati concessi con decreto del presidente della Repubblica del 4 novembre 1951.
Il gonfalone è un drappo tagliato di bianco e di rosso.

## Monumenti e luoghi d'interesse

### Architetture civili e militari

#### Castello Beccaria
Il castello Beccaria (ora di proprietà di privati) è uno dei più grandi nella zona pavese, con pianta quadrangolare. Ricostruito al posto di una precedente fortificazione distrutta da Federico Barbarossa, il castello presenta una struttura tipica dei castelli lombardi del Tre-Quattrocento, con un torrione d'ingresso e torri d'angolo. Probabilmente rielaborato nel corso dei secoli,.

#### Arco Trionfale
Il paese possiede un imponente arco trionfale, costruito dal marchese Isimbardi in onore del passaggio di Margherita d'Austria, diretta in Spagna per sposare Filippo III.

#### Palazzo Isimbardi
Di notevole rilievo è il Palazzo Isimbardi (anch'esso di proprietà di privati) situato nella zona di Cairo, che all'interno presenta un salone completamente affrescato nel 1666 da Stefano Danedi detto Il Montalto in cui sono raffigurate le varie fasi della battaglia per la liberazione del futuro papa Leone X e le gesta degli antenati della nobile famiglia Isimbardi.

### Architetture religiose
La chiesa della Beata Vergine della Consolazione, costruita nel 1518, è a tre navate, senza transetti. Di linee settecentesche è la sagrestia nuova. In essa si conserva una grande tela in cui è raffigurato Leone X mentre esibisce la bolla dei giubileo perpetuo. All'interno si trova un bellissimo ciclo di affreschi della "Storia della Madonna", dipinto da Pietro Ivaldi assistito dal fratello Tommaso dal 1854 al 1856.

Immagini di Pieve del Cairo
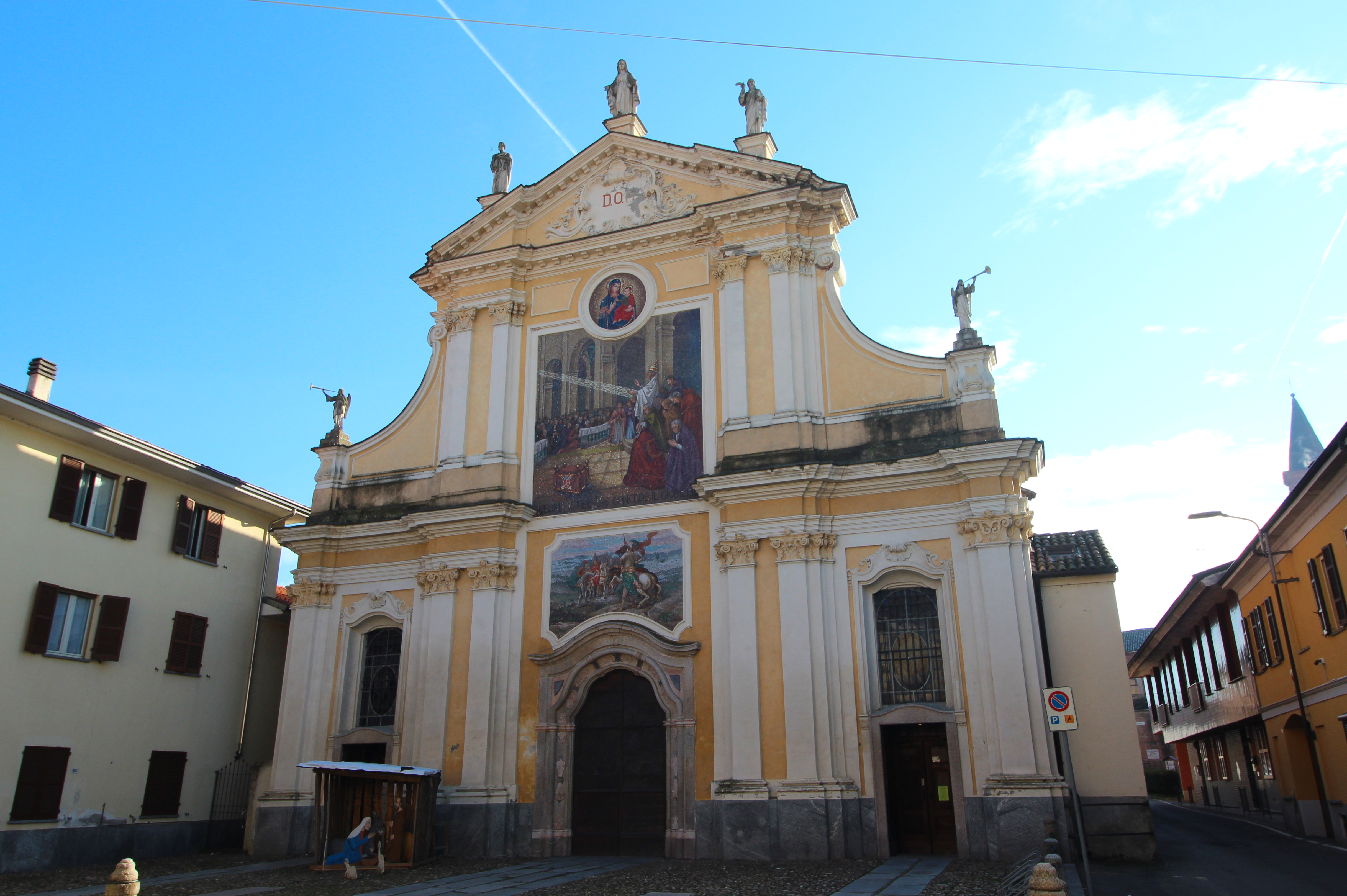
La chiesa Beata Vergine della Consolazione
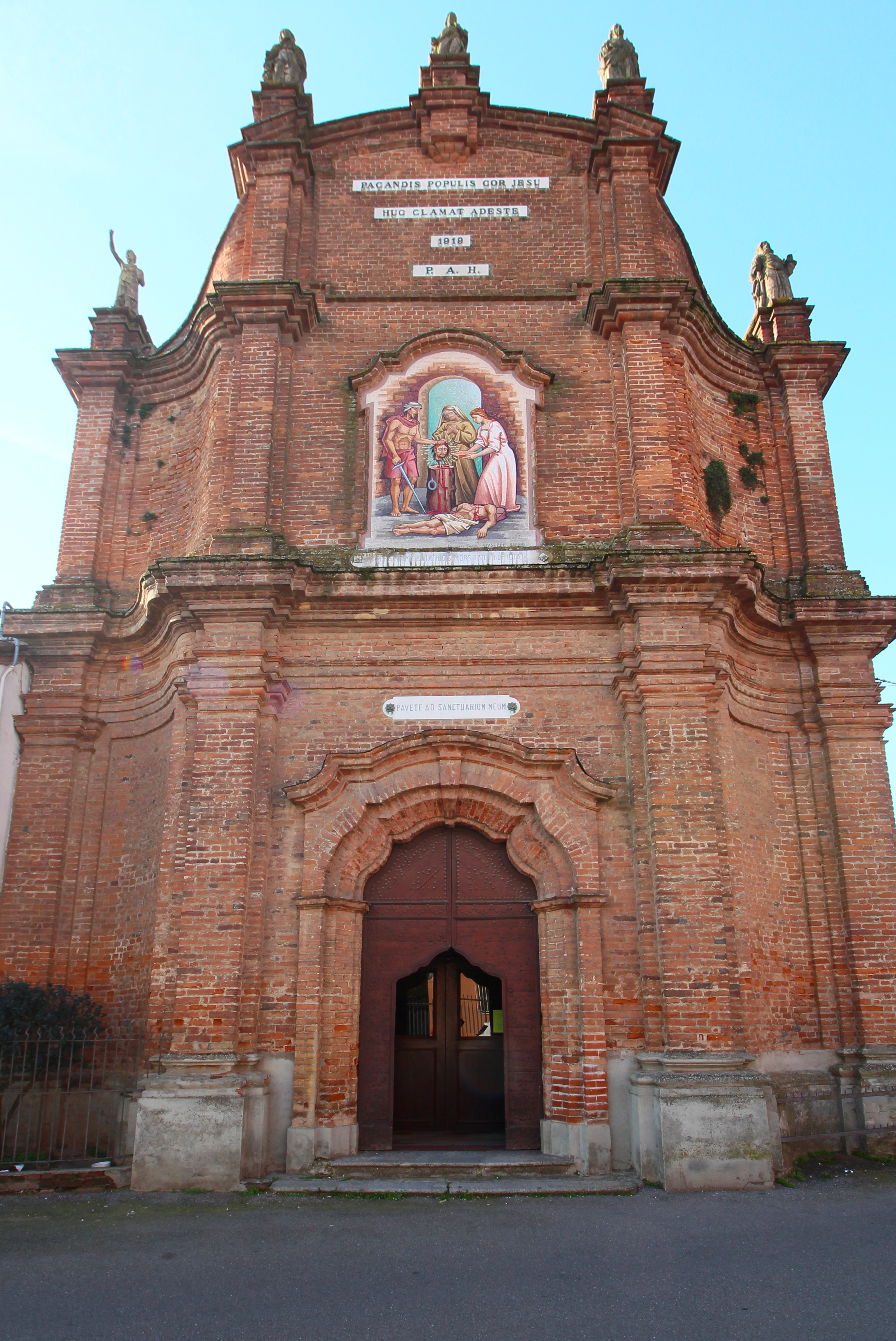
La chiesa San Giovanni Battista
Il castello Beccaria
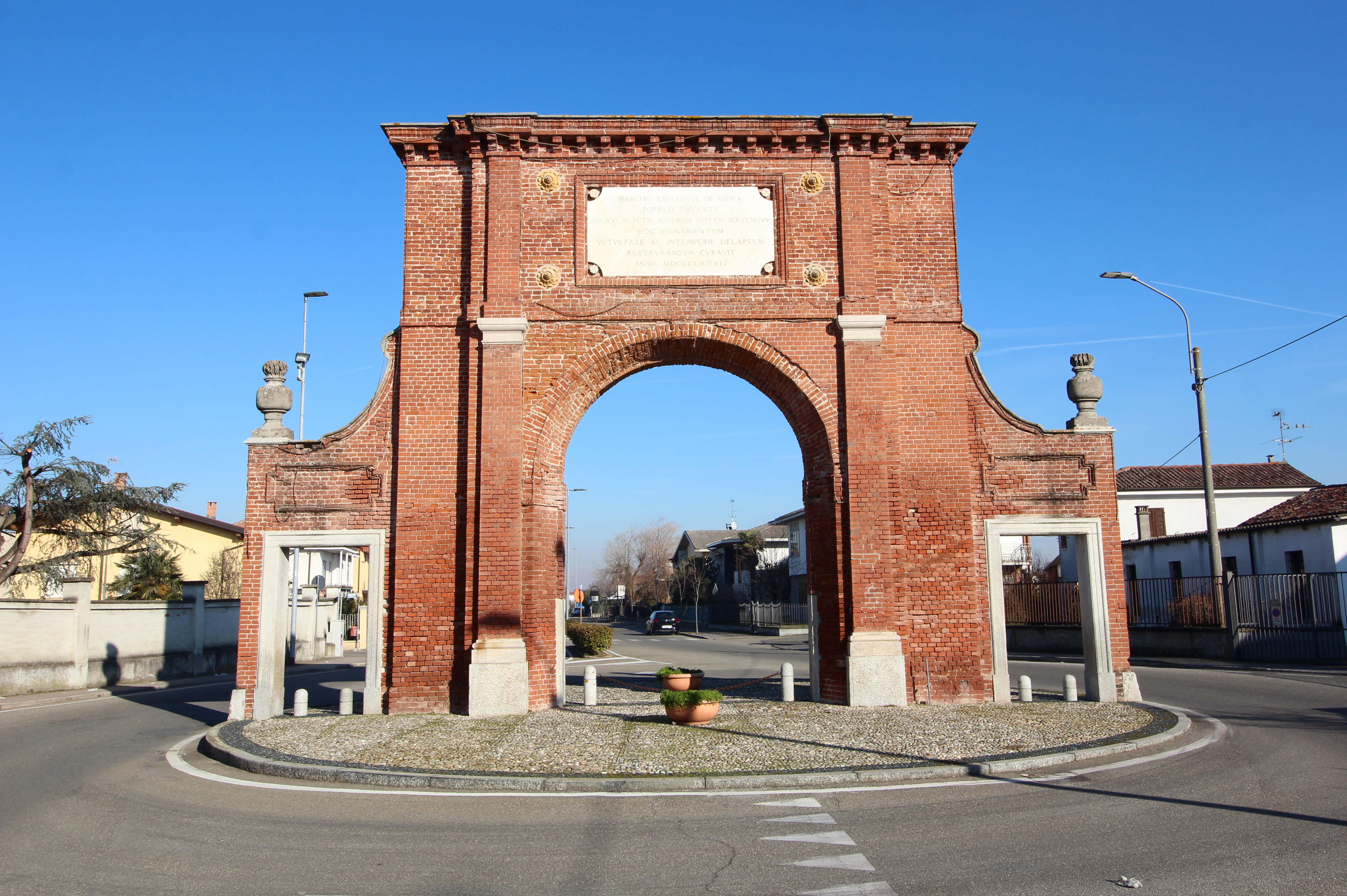
Arco Trionfale

## Società

### Evoluzione demografica
Negli ultimi cento anni, a partire dal 1921, la popolazione residente è dimezzata.
Abitanti censiti

## Cultura

### Eventi
Durante il mese di Maggio si svolge la Festa in Cascina,
manifestazione che ospita una fiera agricola e intrattenimento di vario tipo.

## Amministrazione

### Altre informazioni amministrative
Del territorio comunale fanno parte anche le isole amministrative di Terzo, situata nel comune di Mezzana Bigli, e San Pio, quest'ultima all'interno del comune di Isola Sant'Antonio in Provincia di Alessandria, ovvero una enclave lombarda in territorio piemontese.

## Infrastrutture e trasporti
Fra il 1884 e il 1933 la città ospitò il capolinea meridionale della tranvia Mortara-Ottobiano-Pieve del Cairo.